# Qa bașkiric
Qa bașkiric sau Ka bașkiric (Ҡ, ҡ) este o literă a alfabetului chirilic și se foloseste la scrierea limbii bașkiră. Reprezintă /q/.